# Käthe Huth
Käthe Huth, geborene Käthe Friese, (27. August 1871 in Wien – nach 1902) war eine deutsche Kinderdarstellerin und Theaterschauspielerin.

## Leben
Huth, die Tochter des Schauspielers Carl Adolf Friese, spielte schon von ihrem fünften Jahre an verschiedenen Wiener Theatern Kinderrollen, in denen sich, wie bei allen Frieses, frühzeitig ihr Talent erwies. Sie war im Theater an der Wien, am Karltheater, am Berliner Centraltheater engagiert, wirkte von 1890 bis 1891 am New Yorker Thaliatheater und trat sodann in den Verband des Stadttheaters in Leipzig.
Sie war eine prächtige Lustspielsoubrette und besaß alle erforderlichen Eigenschaften für dieses Fach: Humor, Temperament, Liebenswürdigkeit, Gewandtheit in Spiel und Bewegung und Charakterisierungstalent. Besonders gefiel sie in Rollen im österreichischen Dialekt, den sie zierlich und graziös, ohne Aufdringlichkeit sprach. Die pikante Künstlerin konnte wirklich komisch wirken und zeugten alle ihre Gestalten von guter Beobachtungsgabe.
Von ihren Darbietungen sind zu erwähnen: „Toni Leitenberger“ in Jugendfreude, „Pepi Schönegger“ in Der sechste Sinn, „Comtesse Guckerl“, „Rößlwirtin“, „Kunstreiterin“ in Operlamm, „Chansonette“ in Opernball, „Laura“ in Schmetterlingsschlacht, „Babette“ in Störenfried, „Baronin Presont“ in Hüttenbesitzer etc.
Verheiratet war sie mit dem Schauspieler Carl Huth.